# Turočak
Turočak (in russo Турочак?) è un selo della Repubblica dell'Altaj, nella Russia asiatica, capoluogo del Turočakskij rajon. Si trova sul fiume Bija.